# 閣帕延島
帕延岛（泰語：เกาะพยาม，羅馬拼音：Ko Phayam），是位於泰国拉廊府安达曼海的一個島嶼。小岛并未大规模开发，以白沙滩蓝色的海水和珊瑚礁著称。有两个主要的海滩日落海滩（泰語羅馬拼音：Aow Yai）, 和水牛海滩（泰語羅馬拼音：Aow Khao Kwai），主要的服务设施都建设在两个主海滩。
帕延岛差不多是最靠西北的泰属安达曼海岛，北边就是属于缅甸的聖馬修島（St. Matthew's Island），离拉廊府大约35公里。南北10公里长，东西5公里宽，常驻人口仅500人。該島环境较为原始，没有汽车，仅有摩托车和自行车作为交通工具。岛上用电靠私人的发电机供应，有3家度假村提供24小时不间断电力，分别为水牛灣假日俱樂部（Buffalo Bay Vacation Club）、帕延小屋（Phayam Cottage）及藍天（Blue Sky）。